# وسم الحقيبة

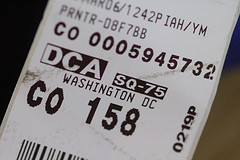
وسم حقيبة حديث.

وسم الحقيبة تستخدم عادةً بواسطة شركات الحافلات، القطارات، والرحلات الجوية لتحدد مسار حقيبة المسافر المسجلة للوجهة الأخيرة. الجزء الثاني من الوسم يبقى عند المسافر أو يصلق مع ظرف الحقيبة
وذلك لمساعدة المسافر للتعرف على حقائبه بين حقائب مشابهة في مدوار الأمتعة، أو كدليل لإثبات بأن المسافر لا يحمل حقائب شخص أخر، أو كمعنى للمسافر لحمل والتعرف وتتبع حقيبة معينة إذا ضاعت ولم تصل لجهة الوصول.

## تاريخيًا
أول من سجل براءة اختراع لأول تذكرة حقيبة قابلة للفصل هو (جون مايكل ليونز) في 5 يونيو عام 1882. أظهرت التذكرة المعلومات التالية (محطة إصدارها، والوجهة المقصودة من قبل المسافر ورقم متتال لإمكانية الرجوع إليها فيما بعد بسهولة). كان ذلك يتم بإعطاء الراكب النصف السفلي من التذكرة، بينما يُدخل الجزء العلوي في غلاف نحاسي ويُربط بالأمتعة بحزام حقيبة المسافر. وفي مرحلة ما، تُقدم بطاقات ورقية مقواة كي لا تُفصل بسهولة من أحزمة الحقائب. كانت هذه إحدى العلامات المستخدمة قديماً في أثناء عملية النقل.

### اتفاقية وارسو
أنشأت المادة الرابعة من اتفاقية وارسو لعام 1929، معايير خاصة ومحددة لفحص الأمتعة وتذاكر الحقائب. حددت هذه الاتفاقية أيضاً حداً للمسوؤلية على الأمتعة المسجلة في نظام الرحلات الجوية والنقل بكافة أنواعه.

### تذاكر الحقائب سابقاً
في تسعينيات القرن الماضي 1990، تكوّنت بطاقات حقائب الطيران من علامة ورقية مرفقة بسلسلة توصل بحزام الحقيبة بسهولة. واحتوت هذه العلامات على معلومات أساسية منها:
- اسم شركة الطيران والمسافر ورقم الرحلة الجوية.
- رقم بطاقة الأمتعة المتكون من رمز شركة الطيران المتكون رمزها من حرفين وستة أرقام.
- رمز المطار المتوجه إليه المسافر.

ثم أصبح هذا النوع من التذاكر قديماً لأنها توفر القليل من الأمان فقد تنفصل بسهولة عن حقيبة المسافر ما يسبب ضياع الحقيبة، ومن السهل استبدالها.

### بطاقات الحقائب حالياً
تتضمن علامات الحقائب الحالية في الوقت الراهن حقلًا للرمز متكونًا من اثنين إلى خمسة رموز. تتم طباعة هذه البطاقات بواسطة طابعة حرارية أو طابعة باركود خاصة لهذا الاستعمال ويستعمل ورق حراري لاصق لغرض هذه التذاكر. لا تختلف طريقة استعمالها كثيراً عن سابقتها، إذ يُربط هذا الشريط المطبوع بأمتعة المسافر، وعند تسجيل وصول هذه الأمتعة إلى مطار البلد المتوجه إليه المسافر. يجري إدخال الأمتعة في جهاز الفرز الآلي للحقائب في المطار وبقراءة الرموز المذكورة مسبقاً على التذكرة الموصولة بحزام حقيبة المسافر، تُسلّم بعد ذلك بسهولة للمسافر، بعد حفظها من الضياع والاستبدال.
تطورت علامات الحقائب فيما بعد، إلى أن أصبحت شركة (ريموا) وبالشراكة مع شركة (لوفتهانزا) أولى الشركات التي أطلقت الصيغة الجديدة من بطاقات الحقائب بنجاح في مارس من عام 2016. وقد اكتسبت بطاقات الحقائب الإلكترونية بعد ذلك زخماً كبيراً. ففي 9 يناير من عام 2018، قدمت شركة (لوفتهانز) بطاقة حقيبية إلكترونية جديدة لركابها. إذ كانت أول علامة حقيبية إلكترونية قابلة للتشغيل وآمنة تماماً ويمكن ربطها بأي حقيبة بطريقة يسهل استخدامها، وتحتوي على تقنية التعرف على علامة الحقيبة من خلال الترددات الراديوية.
من ناحية أخرى، عند تعرض خانة الرموز لخلل في البطاقة الموصولة للحقيبة، تتعامل بعض المطارات مع هذا الإجراء باستخدام الموجات الراديوية لتتبع الحقيبة المفقودة. في الولايات المتحدة الأمريكية وتحديداً في مطار (مكاران) الدولي، تُستخدم طريقة التتبع بالموجات الراديوية واللاسلكية للحقائب داخل المطار. وكذلك الحال في داخل مطار (هونغ كونغ) الدولي. وفي مطار الاتحاد الدولي، يجري العمل بالمعايير نفسها للمطارات السابقة من حيث آلية تتبع الحقائب المفقودة من المسافرين بسبب تلف قد يصيب خانة رموز العلامة الموصولة إلى الحقيبة. ويجري إيجادها بتقنية التتبع الراديوي.